# Hutong School
 (août 2017).
Si vous disposez d'ouvrages ou d'articles de référence ou si vous connaissez des sites web de qualité traitant du thème abordé ici, merci de compléter l'article en donnant les références utiles à sa vérifiabilité et en les liant à la section « Notes et références ».
 (avril 2017).
Pour l’article homonyme, voir Hutong.
Hutong School est une école de langue mandarin basée à Pékin, Shanghai et plusieurs autres villes chinoises.
L’école a été fondée en mars 2005 par une équipe d’entrepreneurs français, allemands, coréens, flamands et chinois. C’est la première école de la langue chinoise sous gestion étrangère officiellement autorisée par le Ministère chinois de l’Éducation. Elle offre des cours de chinois et des stages en Chine.

## Histoire
En mars 2005, l'école Hutong School est fondée à Pékin dans les Hutongs. Elle souhaitait répondre à la demande croissante d’étudiants occidentaux, jeunes diplômés et jeunes professionnels désirant combiner stage  et cours de chinois .
Son logo est dû à son premier emplacement près des tours Gulou et Zhonglou.
En 2007, Hutong School a commencé à offrir des cours de chinois intensifs en plus du programme de stage.
En 2008, pendant les Jeux Olympiques, la femme de Jacques Rogge (président du CIO) a suivi un cours accéléré en chinois à Hutong School.
En 2009, Hutong School a accueilli son 1000e étudiant. Elle ouvre un second bureau à Pékin.
En 2010, le réseau de Hutong School comptait 200 entreprises partenaires. Elle a ouvert une succursale à Sanlitun la même année.
En 2011, en raison du nombre croissant d'étudiants et d'enseignants, l'école Hutong aemménage dans des locaux plus spacieux à Pékin.
En 2012, Hutong School a fait un investissement en ouvrant un grand bureau à Shanghai où elle offre les mêmes deux programmes qu'à Pékin.
En 2013, Hutong School devient la première école privée chinoise à offrir des cours en Chine et en Occident, avec des écoles à Bruxelles, Londres et Milan.
En 2014, elle conclut un partenariat à Paris avec l'Institut Chinois.
En 2015, Hutong School Shanghai devient officiellement un centre HSK.
En 2019, Hutong School Shanghai emménage dans de nouveaux locaux dans le district de Jing'An.

## Prix
- 2016 - École de mandarin de l’année That’s Beijing Lifestyle Awards [8]

- 2016/17 – Excellence Culturelle Prix de l’année, iStudy Global Awards [9]

- 2017 – École de mandarin de l’année, That’s Beijing Lifestyle Awards [10]

- 2017/18 – Excellence académique Prix de l’année,  iStudy Global Awards [11]

- 2018 – École de mandarin de l’année, That’s Beijing Lifestyle Awards [12]

- 2018/19- Excellent service Prix de l’année iStudy Global Awards [13]

- 2018 – Meilleur école de langue pour l’accompagnement, GoOverseas Community Choice Awards [14]

- 2019 – École de mandarin de l’année Shanghai, BonApp Awards

- 2019 – École de mandarin de l’année Beijing, BonApp Awards

## Les écoles
Hutong School a, depuis sa création et au fil des ans, ouvert des écoles en Chine et à l’étranger.
Écoles localisées en Chine :
- Pékin (2005)
- Shanghai (2012)
- Hangzhou (2017)
- Chengdu (2018)
- Qingdao (2019)
- Chongqing (2019)
- Zhengzhou (2019)

Écoles localisées dans le monde (en dehors de la Chine):
- Londres (2013)
- Bruxelles (2013)
- Milan (2014)
- Moscou (2015)
- Paris (2014) – Partenaire avec l'Institut Chinois
- Guadalajara (2016)
- Sydney (2018)

## Programmes et services
Chaque participant aux programmes de la Hutong School bénéficie d'une évaluation individuelle et d'un plan d'étude adapté à leurs objectifs et besoins.
La méthode d’enseignement de l’école sépare l’apprentissage de l’oral et la reconnaissance des caractères chinois. Elle emploie principalement des enseignants chinois natifs et expérimentés.
Hutong School propose divers programmes :
- Cours de chinois intensif : 4h par jour avec des activités culturelles[2].
- Programme de stage : l’école aide à trouver un stage parmi plus de 600 entreprises avec des cours de chinois à l’appui[3].
- Cours de chinois spécial entreprise : Hutong School propose de cours spécialisés dans un domaine professionnel[17].
- Séjour linguistique en été pour les enfants qui souhaitent s’immerger dans la culture chinoise[18].
- Volontariat au sein d’une ONG[19].
- Année sabbatique : Hutong School offre la possibilité de découvrir chaque programme sur une durée de 3 mois[20].
- Séjour touristique en famille avec cours de chinois[21].
- Séjour éducatif qui permet de découvrir une industrie, une entreprise en Chine[22].

Outre les activités culturelles proposées, Hutong School aide chaque participant avant, pendant et après son séjour en Chine que ce soit au niveau du visa ou du logement.
En 2020, Hutong School a lancé sa première application mobile, « Hutong School », disponible sur iOS et Android. L’application permet aux utilisateurs de prendre des cours privés de chinois avec des professeurs en ligne et de  profiter de vidéos et de jeux dédiés.